# Ржевская, Ольга Дмитриевна
Ржевская, Ольга Дмитриевна(1922 — 1943) — советская партизанка, комсомолка, разведчица и посыльная партизанского отряда имени Лазо, под командованием майора Леонида Лукича Зыкова.  Расстреляна нацистами в апреле 1943 года.

## Биография
Родилась в 1922 году в деревне Оболоневец, Мутищенского сельсовета Ельнинского района Смоленской области. Семья  состояла из 4 человек — отца Дмитрия Константиновича, матери Евгении Васильевны и сестры Евдокии Дмитриевны.
Семилетнее образование получила в Мутищенской средней школе. В  Дорогобуже закончила учительские курсы, после чего работала учительницей в Казаренской начальной средней школе. В 1940 году работала счетоводом на лесопильном заводе в деревне Мутище. В 1941 году заменила бухгалтера, ушедшего на фронт. При первой оккупации  Ольга переехала  в деревню Клин. После освобождения района возвратилась в Мутище, где продолжала работать бухгалтером. 
В июне 1942 года Ельнинский район  был снова оккупирован немцами. Во время второй оккупации работала счетоводом в колхозе, после прихода немцев — волостным писарем.  В 1942 году вступила в партизанский отряд имени Лазо. В декабре 1942 года получила  боевое задание — разведать силы врага в своей родной деревне Болоновец. Ольга заболела и осталась лежать в доме матери. 6 января 1943 года в деревню вошёл немецкий карательный отряд, который задержал партизанку. Место нахождения Ольги было указано предателем из местного населения . 
Была подвергнута пыткам и допросам, нужной для немцев информации о партизанах получить от Ольги не удалось. Через четыре для, 10 января была отправлена в Ельню. 11 января из Ельни была направлена в Спас-Деменск, с 14 по 23 января велось следствие.  27 февраля переведена в гражданскую тюрьму в Рославле, где  была расстреляна 6 апреля 1943 года.
Перед смертью произнесла следующую речь «Я, русская девушка, Ольга Ржевская, член Ленинского комсомола и партизанка, ненавижу вас всем сердцем. Я боролась с вами как могла. И нас много. Горели и будут гореть ваши склады, гибнут солдаты и офицеры, портится связь, здесь есть и моя работа. Жаль, что сделала мало. Но за меня отомстят. Скоро придёт Красная Армия и тогда...».
О судьбе дочери Евгения Васильевна узнала в июне 1943 года, от женщины по имени Фруза, которая была свидетельницей последних дней Ольги и передала  шёлковую косынку с последним письмом .  Письмо было опубликовано в газете «Комсомольская правда» 30 декабря 1943 года.
В ЦАМО рядовая Ржевская Ольга Дмитриевна по 3-му Белорусскому фронту значится погибшей в июле 1942 года. Место захоронения —  Рославль, сад имени Памяти погибших воинов Советской армии, братское воинское захоронение 17-1

## Память
- Косынка с письмом сейчас хранится в центральном музее Центральном музее Вооружённых сил России[10].
- В 1962 году посмертно награждена орденом Отечественной Войны I степени[11]
- В родной деревне установлен памятный обелиск.
- Имя Ольги Ржевской носит улица в городе Ельне Смоленской области.